# FS D341 sorozat
Az FS D.341 sorozat egy olasz Bo'Bo' tengelyelrendezésű dízelmozdony-sorozat. Az FS üzemelteti. Összesen 105 db készült belőle 1957 és 1963 között a FIAT Grandi Motori és az Breda gyáraiban.

## Története
A D.341-es mozdonyok az Olasz Államvasutak (FS) második világháború utáni erőfeszítéseinek részét képezték, hogy gőzmozdonyaikat lecseréljék a nem villamosított vonalakon. A Fiat és a Breda együttműködésével tervezték őket, és a gyártótól függően két sorozatban, különböző motorokkal gyártották őket. A második sorozat kissé eltérő külsővel rendelkezett. Két prototípust az Ansaldo és a Reggiane is épített.

## Leírás
A D.341-es két kis vezetőállással rendelkezik a két végén, középen található a motor, a hűtőberendezés és a sebességváltó. A két motor egy-egy V-12-es motor volt, amelyekhez egy 450/700 V-os egyenáramú generátor csatlakozott, amelyet a FIAT mozdonyok esetében a Magneti Marelli, a többinél a Breda vagy az Ocren szállított. A teljesítményt négy villanymotorra táplálták, amelyek maximális teljesítménye az első sorozatban egyenként 177 kW (237 LE), a másodikban 192 kW (257 LE) volt.